# Альма Адамкене
Альма Адамкене (лит. Alma Adamkienė; 10 лютого 1927, Шяуляй — 21 травня 2023, Вільнюс) — литовська політична діячка, філантропка. Дружина президента Литви (1998—2003, 2004—2009) Валдаса Адамкуса.
Народилася в Шяуляї в сім'ї комерсанта Стасіса Нутаутаса (8 березня 1899—1977, Чикаго) та його дружини Они Нутаутене, до шлюбу Зблиті (24 червня 1904—2006). Сім'я 1944 року при наступі Червоної Армії емігрувала до Німеччини, 1949 року перебралася до США.
У Німеччині Альма Нутаутайте закінчила гімназію в Айхштадті та навчалася на філологічному факультеті в університеті Ерлангена — Нюрнберга в Баварії.
У 1951 році одружилася з Валдасом Адамкусом.
У США працювала лаборанткою у лабораторії на сталеливарному заводі. Пізніше служила у страховій компанії.
У ролі першої леді Литви брала участь у благодійній діяльності та в різних проєктах сприяння розвитку культури: опікується різними благодійними акціями, у 2005 році носила почесний титул посла Фонду «Ганс Крістіан Андерсен 2005» (Hans Christian Andersen 2005 Foundation).

## Фонд Альми Адамкене
17 березня 1999 року засновано благодійний Фонд Альми Адамкене для допомоги дітям. У 1999—2003 фонд зібрав понад 2,5 млн літів та матеріальних цінностей на 2,3 млн літів, які були ним розподілені між 35 сільськими школами, дітьми з незабезпечених сімей, дитячою клінікою Каунаського медичного університету та дитячою лікарнею «Сантарішкес».